# Síndrome de Charles Bonnet
Les al·lucinacions d'alliberament visual, també conegudes com a síndrome de Charles Bonnet, són un tipus de trastorn visual psicofísic en què una persona amb ceguesa parcial o severa experimenta al·lucinacions visuals.
Descrit per primera vegada per Charles Bonnet el 1760, el terme síndrome de Charles Bonnet es va introduir per primera vegada a la psiquiatria de parla anglesa el 1982. Un tipus d'al·lucinació relacionat que també es produeix amb la manca d'entrada visual és l'al·lucinació d'ulls tancats.